# Pischinger

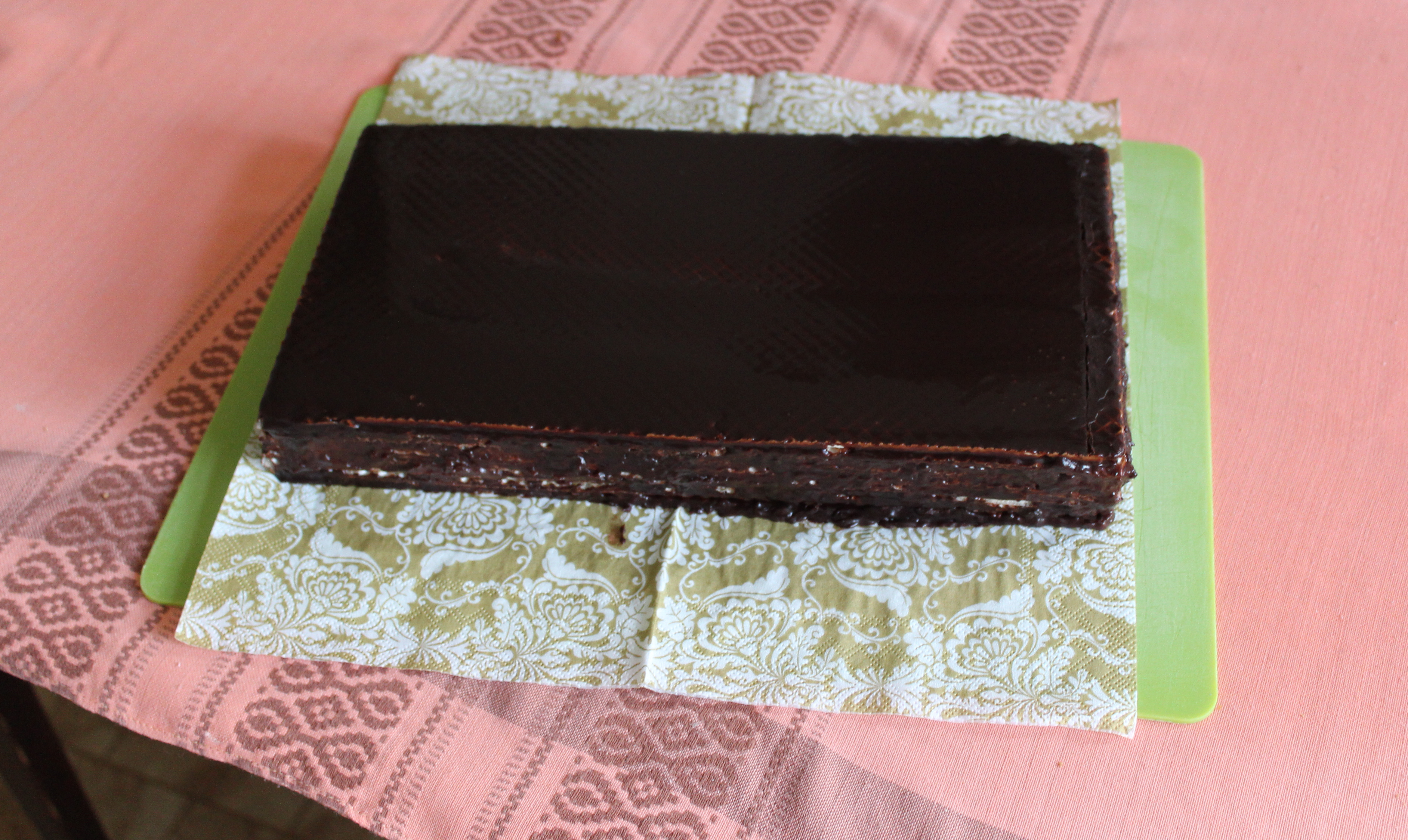
Pischinger wykonany z prostokątnych wafli

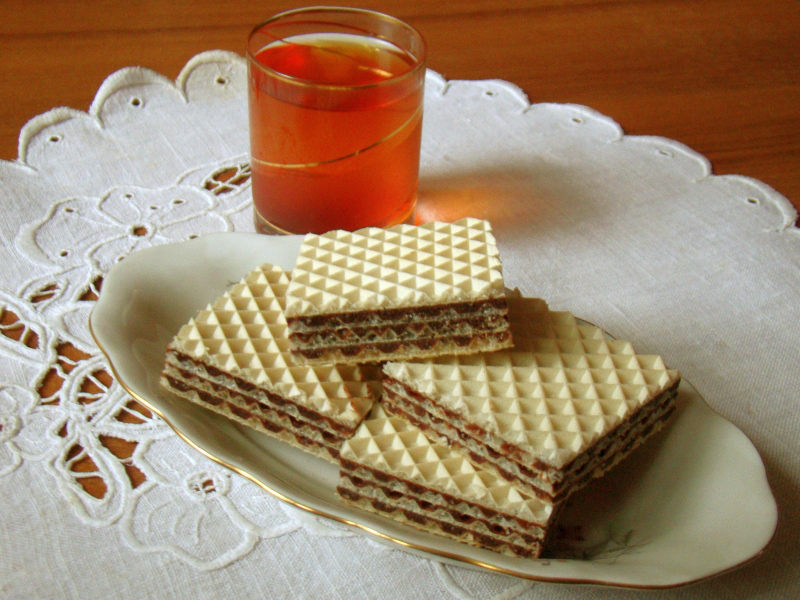
Porcje torciku bez polewy

Pischinger, także spolszczony jako piszinger, piszyngier lub piszynger – torcik z wafli przekładanych masą czekoladowo-orzechową, oblany polewą czekoladową. Termin ten znany jest prawie wyłącznie na terenach dawnej Galicji i może odnosić się też do andrutów przełożonych masą kajmakową.
Pomysłodawcą tortu był wiedeński cukiernik Oskar Pischinger, tworzący swoje cukiernicze dzieła w drugiej połowie XIX wieku. W 1923 roku założył on w Krakowie fabrykę tortów i cukierków (pomadek deserowych). W byłej Galicji deser ten przygotowywany jest przez gospodynie dla niespodziewanych gości.
Składniki:
- wafle: (okrągłe) andruty[3][2][1];
- na masę: (twarda) gorzka czekolada lub kakao, cukier, masło/margaryna/śmietanka, mielone lub posiekane orzechy włoskie lub laskowe, czasem też żółtka[3][2][4];
- na lukier: (twarda) gorzka czekolada lub kakao, śmietanka, opcjonalnie masło z cukrem[3][2].

Przykładowo, przepis według Marii Ochorowicz-Monatowej (1866–1925):

Na 10 małych lub 5 dużych andrutów okrągłych wziąć ćwierć ft. czekolady w kawałkach, ćwierć ft. cukru i rozgotować w pół kwaterce słodkiej śmietanki z dodaniem łyżeczki deserowego masła. Połowę pozostawić na lukier, a do drugiej dodać ćwierć ft. zmielonych i przesianych przez sito orzechów tureckich i zagotować do gęstości. Tą masą przesmarować andruty, składając pięć jeden na drugi, a po wierzchu i po bokach oblać wysmażoną do gęstości drugą połową czekolady.